# Georges Tapie
Georges Maurice Marie Tapie, född 19 februari 1910 i Annaba, död 2 januari 1964 i Avranches, var en fransk roddare.
Tapie blev olympisk bronsmedaljör i tvåa med styrman vid sommarspelen 1936 i Berlin.